# セブン-イレブン (米国)
セブン-イレブン（7-Eleven, Inc.）は、アメリカ合衆国のコンビニエンスストアチェーン。テキサス州ダラスに本社を置く。1927年にダラスでアイスハウスの店舗として創業した。1928年から1946年まではトーテム・ストア（Tote'm Stores）という名称だった。1991年に日本の関連会社であるイトーヨーカ堂が70%の株式を取得した後、2005年に株式会社セブン-イレブン・ジャパンの100%子会社として再編された。

## 歴史
1927年、サウスランド・アイス・カンパニーの従業員であるジョン・ジェファーソン・グリーンは氷の販売を始めた。その後、サウスランドの創業取締役の一人であるジョー・C・トンプソン・シニアの許可を得て、ダラスの16のアイスハウス店頭の一つで卵、牛乳、パンを売り始めた。小型食料雑貨店や総合小売店はあったが、トンプソンはパンや牛乳といった製品を販売すれば客が基本商品を求めて長い距離を移動する必要性が減るだろうと理論付けしコンビニエンスストアの原型となった。トンプソンは最終的にサウスランド・アイス・カンパニーを買収し、サウスランド・コーポレーションとし、ダラス地域のいくつかの店舗を管理するようになった。
1928年、ジェナ・リラがアラスカから土産として持ってきたトーテムポールが店の前に置かれた。このポールは注目を集め、会社のマーケティングツールとして機能した。やがて、経営陣は全店の前にトーテムポールを設置し、やがてアラスカ先住民をイメージした店舗を展開するようになった。その後、店舗は「トーテム・ストア（Tote'm Stores）」という名前で運営されるようになった。同年、ダラスの一部の店舗にガソリンスタンドを建設する実験も開始した。また、ジョー・トンプソンは、どの店でも同じ品質、同じサービスが受けられるようにスタッフを教育し、同社の店舗に特色を持たせた。また、サウスランドでは、アイスクリーム・ステーションのサービスボーイにユニフォームを用意するようになった。これが、コンビニエンスストアとして成功するための大きな要因となった。
1931年、世界恐慌の影響を受け、会社は倒産に追い込まれた。しかし、会社更生法や管財人制度を利用し、事業を継続。また、ダラスの銀行家、W・W・オーバートン・ジュニアは、会社の債券を1ドル＝7セントで売却し、財政の立て直しに貢献した。これによって、会社の所有権は取締役会の管理下に置かれることになった。
1946年、戦後の復興を続けるために、当時としては前例のない営業時間（午前7時から午後11時）を導入し、フランチャイズ名を「セブン-イレブン（7-Eleven）」と改めた。1963年、テキサス州オースティンの店舗が顧客の要望に応えて徹夜で営業したことをきっかけに、セブン-イレブンは24時間制を実験的に導入した。その後、テキサス州のフォートワースやダラス、ネバダ州のラスベガスにも24時間営業の店舗ができた。1971年、サウスランドはルイジアナ州シュリーブポートのグラハム・アレン・ペニマン・シニア（1903-1985）が所有していた旧パック・ア・サック・チェーンのコンビニエンスストアを買収した。
1963年にカリフォルニア州のコンビニエンスストア「スピーディー・マート」126店舗を買収したことをきっかけに、フランチャイズ事業に参入した。1968年にミシガン州サギナウのガーブ=コ・インクと最初のエリアライセンス契約を結び、米国国内初のセブン-イレブンのエリアライセンシーとなった。
1980年代後半、サウスランド・コーポレーションは企業買収の噂に脅かされ、トンプソン家は公開買付けで一般株主を買収することで非公開型に転換する策を講じた。1987年12月、セブン-イレブンの会長兼CEOであったジョン・フィリップ・トンプソン・シニアは、52億ドルのマネジメント・バイアウトを完了させた。このバイアウトは1987年の株式市場の暴落の影響を受け、当初は高利回り債の資金調達に失敗し、同社債への投資誘引として株式の一部を提供することが求められた。
1987年から1990年にかけて、チェーン店「チーフ・オート・パーツ」、製氷部門「レディ・アイス」、数百の店舗など、さまざまな資産が売却され、バイアウトで発生した負債を解消することができた。また、この縮小により、多くの大都市圏でセブン-イレブンの店舗がライバルであるコンビニエンスストアに奪われる結果となった。1990年10月、多額の負債を抱えたサウスランド・コーポレーションは、連邦倒産法第11章の適用を申請する。
1991年3月、イトーヨーカ堂とその子会社のセブン-イレブン・ジャパンは4億3千万ドルでサウスランドの株式の約7割を取得し、サウスランドは破産から脱却した。1999年、サウスランド・コーポレーションは、セブン-イレブン以外の事業の売却を理由に、社名をセブン-イレブン・インク（7-Eleven, Inc.）に変更した。2005年、セブン-イレブン・ジャパンが完全子会社のIYGホールディングスを通じて、セブン-イレブン・インクの公開買い付けを行い完全子会社化した。
2010年、フロリダ州デランドにセブン-イレブン初の「グリーン」店舗をオープンした。この店舗は、米国グリーンビルディング協会（USGBC）のLEED（エネルギーと環境に関するデザインにおけるリーダーシップ）の要素を取り入れている。また、環境に配慮した設計により、エネルギーコストの削減を実現した。同年、セブン-イレブンは、スラーピー・ドリンクのiPhoneおよびAndroidアプリケーション（以下、アプリ）を発表し、モバイル化を進めた。このアプリでは、セブン-イレブンの店舗を簡単に見つけることができ、道順も表示される。
2020年、セブンイレブンはガソリンスタンド併設型コンビニを展開する「スピードウェイ」を210億米ドルで買収すると発表、翌年に完了した。